# Бузэуская и Вранчская архиепископия
Бузэ́уская и Вра́нчская архиепископия (рум. Arhiepiscopia Buzăului și Vrancei) — епархия Румынской православной церкви на территории жудецов Бузэу и Вранча с центром в городе Бузэу в Румынии. Входит в состав Митрополии Мунтении и Добруджи.

## История
Епархия была создана приблизительно в 1503 году как починённая епископия Унгро-Влахийской митрополии. Первое документальное свидетельство о правящем епископе относится к 1525 году.
В марте 2003 года епархия стала называться «Бузэуская и Вранчская». Решением Священного Синода Румынской православной церкви от 18-19 июня 2009 года епархия была возведена в ранг архиепископии. Официальные торжества остоялись 8 ноября того же года.

## Епископы
- Паисий (ок. 1525—1543)
- Анания (1543—1544)
- Лука Кипрский (1583—1602)
- Ефрем (Труфэшел) (ок. 1617—1637)
- Стефан (1637 — ок. 1648)
- Серафим (ок. 1648—1668)
- Григорий (1668—1691)
- Митрофан (1691—1702)
- Дамаскин (Даскэлул) (1702—1708)
- Иоасаф (1708—1716)
- Даниил (1716—1719)
- Стефан (1719—1732)
- Мисаил (1732—1739)
- Мефодий (1741—1748)
- Косма (Попеску) (1763—1787)
- Досифей (Филитти) (11 октября 1787 — 25 сентября 1793)
- Константий (Филитти) (1793—1819)
- Герасим (Рэтеску) (1819—1824)
- Кесарий (Кэпэцынэ) (5 апреля 1825 — 30 ноября 1846)[6]
- Филофей (Пыршой) (27 октября 1850 — 19 июня 1859)
- Дионисий (Романо) (3 февраля 1862 — 18 января 1873)
- Иннокентий (Кицулеску) (24 января 1873 — 13 ноября 1893)
- Дионисий (Климеску) (14 марта 1894 — 5 апреля 1921)
- Геннадий (Никулеску) (13 апреля 1923 — 29 августа 1942)
- Валерий (Моглан) (5 сентября 1942 — 11 января 1943) в/у, еп. Ботошанский
- Анфим (Ангелеску) (11 января 1944 — 1 сентября 1979)
- Антоний (Плэмэдялэ) (9 декабря 1979 — 10 января 1982)
- Епифаний (Норочел) (25 апреля 1982 — 13 января 2013)
- Киприан (Спиридон) (с 10 марта 2013)